# Louis Keller
Louis Keller ( 1850 - 1915) fue un botánico y pteridólogo austríaco. Nace en Viena y se educa mayormente en la Universidad de Viena.
La atención en sus estudios se focalizaron especialmente en la flora de Austria.
- La abreviatura «L.Keller» se emplea para indicar a Louis Keller como autoridad en la descripción y clasificación científica de los vegetales.[2]